# Пак Хьон Сук
Пак Хьон Сук (кор. 박현숙, 4 серпня 1985) — корейська важкоатлетка, олімпійська чемпіонка.

## Виступи на Олімпіадах
| Олімпіада  | Дисципліна        | Місце |
| ---------- | ----------------- | ----- |
| Афіни 2004 | легка категорія   | 6     |
| Пекін 2008 | середня категорія | 1     |